# Línea 4 (Urbanos de Torrejón de Ardoz)
La línea 4 de la red de autobuses urbanos de Torrejón de Ardoz une el municipio con el Centro Comercial Parque Corredor.

## Características
Esta línea une de manera rápida Torrejón con Parque Corredor. De lunes a viernes establece su cabecera central en la Avenida de las Fronteras, mientras que los sábados, domingos y festivos amplía su itinerario hasta la terminal de la Plaza de España.
La línea circula exclusivamente por el término municipal de Torrejón de Ardoz. Como bien se expresa en la numeración interna del CRTM, recibe el número 4148. El primer dígito corresponde a la línea, en este caso la línea 4. Y los últimos tres dígitos corresponden al municipio por el que circula, en este caso 148 corresponde al municipio de Torrejón de Ardoz.
La línea mantiene los mismos horarios todo el año (exceptuando las vísperas de festivo y festivos de Navidad).
Está operada por la empresa ALSA mediante la concesión administrativa VCM-202 - Madrid - Torrejón de Ardoz - Alcalá de Henares - Meco (Viajeros Comunidad de Madrid) del Consorcio Regional de Transportes de Madrid.

## Horarios
| Lunes a viernes laborables                      |                                            |                                            |                                            |                                            |                                            |                                            |                                            |                                            |                                            |                                            |                                            |                                            |                                            |                                            |                                            |                                            |                                            |                                            |                                            |                                            |                                            |                                            |                                            |                                            |                                            |                                            |                                            |                                            |                                            |                                            |                                            |                                            |                                            |                                            |
| Avenida de las Fronteras > Parque Corredor      | Avenida de las Fronteras > Parque Corredor | Avenida de las Fronteras > Parque Corredor | Avenida de las Fronteras > Parque Corredor | Avenida de las Fronteras > Parque Corredor | Avenida de las Fronteras > Parque Corredor | Avenida de las Fronteras > Parque Corredor | Avenida de las Fronteras > Parque Corredor | Avenida de las Fronteras > Parque Corredor | Avenida de las Fronteras > Parque Corredor | Avenida de las Fronteras > Parque Corredor | Avenida de las Fronteras > Parque Corredor | Avenida de las Fronteras > Parque Corredor | Avenida de las Fronteras > Parque Corredor | Avenida de las Fronteras > Parque Corredor | Avenida de las Fronteras > Parque Corredor | Avenida de las Fronteras > Parque Corredor | Parque Corredor > Avenida de las Fronteras | Parque Corredor > Avenida de las Fronteras | Parque Corredor > Avenida de las Fronteras | Parque Corredor > Avenida de las Fronteras | Parque Corredor > Avenida de las Fronteras | Parque Corredor > Avenida de las Fronteras | Parque Corredor > Avenida de las Fronteras | Parque Corredor > Avenida de las Fronteras | Parque Corredor > Avenida de las Fronteras | Parque Corredor > Avenida de las Fronteras | Parque Corredor > Avenida de las Fronteras | Parque Corredor > Avenida de las Fronteras | Parque Corredor > Avenida de las Fronteras | Parque Corredor > Avenida de las Fronteras | Parque Corredor > Avenida de las Fronteras | Parque Corredor > Avenida de las Fronteras | Parque Corredor > Avenida de las Fronteras | Parque Corredor > Avenida de las Fronteras |
| 07                                              | 08                                         | 09                                         | 10                                         | 11                                         | 12                                         | 13                                         | 14                                         | 15                                         | 16                                         | 17                                         | 18                                         | 19                                         | 20                                         | 21                                         | 22                                         | 23                                         | 07                                         | 08                                         | 09                                         | 10                                         | 11                                         | 12                                         | 13                                         | 14                                         | 15                                         | 16                                         | 17                                         | 18                                         | 19                                         | 20                                         | 21                                         | 22                                         | 23                                         | 00                                         |
| 15 45                                           | 15 45                                      | 15 45                                      | 15 45                                      | 15 45                                      | 15 45                                      | 15 45                                      | 15 45                                      | 15 45                                      | 15 45                                      | 15 45                                      | 15 45                                      | 15 45                                      | 15 45                                      | 15 45                                      | 15 45                                      | 15v 45v                                    | 30                                         | 00 30                                      | 00 30                                      | 00 30                                      | 00 30                                      | 00 30                                      | 00 30                                      | 00 30                                      | 00 30                                      | 00 30                                      | 00 30                                      | 00 30                                      | 00 30                                      | 00 30                                      | 00 30                                      | 00 30                                      | 00 30                                      | 00v                                        |
| v Sólo viernes laborables y vísperas de festivo |                                            |                                            |                                            |                                            |                                            |                                            |                                            |                                            |                                            |                                            |                                            |                                            |                                            |                                            |                                            |                                            |                                            |                                            |                                            |                                            |                                            |                                            |                                            |                                            |                                            |                                            |                                            |                                            |                                            |                                            |                                            |                                            |                                            |                                            |
| Sábados laborables, domingos y festivos         |                                            |                                            |                                            |                                            |                                            |                                            |                                            |                                            |                                            |                                            |                                            |                                            |                                            |                                            |                                            |                                            |                                            |                                            |                                            |                                            |                                            |                                            |                                            |                                            |                                            |                                            |                                            |                                            |                                            |                                            |                                            |                                            |                                            |                                            |
| Plaza de España > Parque Corredor               | Plaza de España > Parque Corredor          | Plaza de España > Parque Corredor          | Plaza de España > Parque Corredor          | Plaza de España > Parque Corredor          | Plaza de España > Parque Corredor          | Plaza de España > Parque Corredor          | Plaza de España > Parque Corredor          | Plaza de España > Parque Corredor          | Plaza de España > Parque Corredor          | Plaza de España > Parque Corredor          | Plaza de España > Parque Corredor          | Plaza de España > Parque Corredor          | Plaza de España > Parque Corredor          | Plaza de España > Parque Corredor          | Plaza de España > Parque Corredor          | Plaza de España > Parque Corredor          | Parque Corredor > Plaza de España          | Parque Corredor > Plaza de España          | Parque Corredor > Plaza de España          | Parque Corredor > Plaza de España          | Parque Corredor > Plaza de España          | Parque Corredor > Plaza de España          | Parque Corredor > Plaza de España          | Parque Corredor > Plaza de España          | Parque Corredor > Plaza de España          | Parque Corredor > Plaza de España          | Parque Corredor > Plaza de España          | Parque Corredor > Plaza de España          | Parque Corredor > Plaza de España          | Parque Corredor > Plaza de España          | Parque Corredor > Plaza de España          | Parque Corredor > Plaza de España          | Parque Corredor > Plaza de España          | Parque Corredor > Plaza de España          |
| 07                                              | 08                                         | 09                                         | 10                                         | 11                                         | 12                                         | 13                                         | 14                                         | 15                                         | 16                                         | 17                                         | 18                                         | 19                                         | 20                                         | 21                                         | 22                                         | 23                                         | 07                                         | 08                                         | 09                                         | 10                                         | 11                                         | 12                                         | 13                                         | 14                                         | 15                                         | 16                                         | 17                                         | 18                                         | 19                                         | 20                                         | 21                                         | 22                                         | 23                                         | 00                                         |
| 30                                              | 00 30                                      | 00 20 40                                   | 00 20 40                                   | 00 20 40                                   | 00 20 40                                   | 00 20 40                                   | 00 20 40                                   | 00 20 40                                   | 00 20 40                                   | 00 20 40                                   | 00 20 40                                   | 00 20 40                                   | 00 20 40                                   | 00 20 40                                   | 00 20 40                                   | 00 20 40                                   | 45                                         | 15 45                                      | 20 40                                      | 00 20 40                                   | 00 20 40                                   | 00 20 40                                   | 00 20 40                                   | 00 20 40                                   | 00 20 40                                   | 00 20 40                                   | 00 20 40                                   | 00 20 40                                   | 00 20 40                                   | 00 20 40                                   | 00 20 40                                   | 00 20 40                                   | 00 20 40                                   | 00                                         |

## Recorrido y paradas

### Sentido Parque Corredor
| Código                                                       | Zona | Localidad         | Denominación                                    | Ubicación                     | Líneas de la parada                                 | Cercanías         |
| ------------------------------------------------------------ | ---- | ----------------- | ----------------------------------------------- | ----------------------------- | --------------------------------------------------- | ----------------- |
| Parada realizada los sábados laborables, domingos y festivos |      |                   |                                                 |                               |                                                     |                   |
| 15083                                                        |      | Torrejón de Ardoz | Terminal Plaza de España - Estación de Torrejón | Calle de Cristo Nº2           | 4 6                                                 | Torrejón de Ardoz |
| Paradas del itinerario común                                 |      |                   |                                                 |                               |                                                     |                   |
| 09393                                                        |      | Torrejón de Ardoz | Terminal Avenida de las Fronteras               | Avenida de las Fronteras Nº2B | 251 252 VAC-0224                                    |                   |
| 11505                                                        |      | Torrejón de Ardoz | Avenida de las Fronteras - Centro de salud      | Avenida de las Fronteras Nº6  | 1B 4 5B                                             |                   |
| 06903                                                        |      | Torrejón de Ardoz | Avenida de las Fronteras - Calle de Madrid      | Avenida de las Fronteras Nº16 | 215 223 224 224A 251 252 261824 N202 VAC-2431B 4 5B |                   |
| 11182                                                        |      | Torrejón de Ardoz | C.C. Parque Corredor                            | Carretera de Ajalvir S/Nº     | 215 251 252 4                                       |                   |

### Sentido Torrejón de Ardoz
| Código                                                         | Zona | Localidad         | Denominación                                          | Ubicación                       | Líneas de la parada                          | Cercanías         |
| -------------------------------------------------------------- | ---- | ----------------- | ----------------------------------------------------- | ------------------------------- | -------------------------------------------- | ----------------- |
| 11182                                                          |      | Torrejón de Ardoz | C.C. Parque Corredor                                  | Carretera de Ajalvir S/Nº       | 215 251 252 4                                |                   |
| 06904                                                          |      | Torrejón de Ardoz | Avenida de las Fronteras - Calle de Madrid            | Avenida de las Fronteras Nº17A  | 215 224A 251 252 824 VAC-2431A 4 5A          |                   |
| 11504                                                          |      | Torrejón de Ardoz | Avenida de las Fronteras - Centro de salud            | Avenida de las Fronteras Nº7    | VAC-2431A 4 5A                               |                   |
| Parada realizada de lunes a viernes laborables                 |      |                   |                                                       |                                 |                                              |                   |
| 09393                                                          |      | Torrejón de Ardoz | Terminal Avenida de las Fronteras                     | Avenida de las Fronteras Nº2B   | 251 252 VAC-0224                             |                   |
| Paradas realizadas los sábados laborables, domingos y festivos |      |                   |                                                       |                                 |                                              |                   |
| 10892                                                          |      | Torrejón de Ardoz | Avenida de la Constitución - Avenida de las Fronteras | Avenida de la Constitución Nº26 | 215 220 223 224 251 340 824 N202 1A 2 3 4 5A |                   |
| 15083                                                          |      | Torrejón de Ardoz | Terminal Plaza de España - Estación de Torrejón       | Calle de Cristo Nº2             | 4 6                                          | Torrejón de Ardoz |